# The Heartburns
The Heartburns was een Finse punkband afkomstig uit Turku die werd opgericht in 2001 door zanger en gitarist Teeku Bergman, een musicus die voorheen al had gespeeld in andere bekende punkbands, waaronder Kakka-hätä 77 en Pää Kii. Sinds 2008 staat de band onder contract bij het platenlabel Combat Rock Industry. De band staat bekend om diens snelle en melodische muziek en luide optredens.
De band heeft in totaal twee studioalbums, drie verzamelalbums, twee ep's, zes splitalbums en een single uitgebracht. In 2006 werd het debuutalbum Fucked Up in a Bad Way uitgegeven. Dit werd gevolgd door het tweede studioalbum Fixin' to Die in 2008. Na de uitgave van dit album was The Heartburns nog maar sporadisch actief, hoewel de band nooit volledig opgeheven werd. Na zes jaar stilte bracht de band uiteindelijk nieuwe muziek uit met de eo Cold Hell Below uit 2014. In 2016 maakte The Heartburns via Facebook bekend de band officieel op te heffen.

## Leden
Laatste formatie
- Teemu Bergman - zang (2001-2016)
- Lasse ”Skeletor” - gitaar, achtergrondzang (2002-2016)
- Antti Leppäniemi - gitaar (2013-2016)
- Ise - basgitaar (2005-2016)
- Maukka Maunula - drums (2005-2011, 2013-2016)

Voormalige leden
- Jukka Kiesi - gitaar, achtergrondzang (2008-2011)
- Heikki ”HC” Kaksonen - gitaar, achtergrondzang (2006-2008)

## Discografie
Studioalbums
- Fucked Up in a Bad Way (2006, FullHouse Records)
- Fixin' to Die (2008, Combat Rock Industry)

Verzamelalbums
- Hate You Forever (2005, eigen beheer)
- Too Much Drugs, Too Much TV (2009, Combat Rock Industry)
- The Heartburns (2010, Mieletön Mutantti)

Singles en ep's
- Let's Get Retarded  (2003, eigen beheer)
- "Retard on the Run" (2004, Wanton Records)
- Cold Hell Below (2014, Combat Rock Industry)

Splitalbums
- The Heartburns/tku trashin' (2003, PP-Chords)
- Sink or Swim (2004, eigen beheer, met Back Against the Wall)
- The Heartburns/Frankie The Damage (2005, Wanton Records)
- The Heartburns/Ronskibiitti (2005, Huge Bass/Hell's Tone Records)
- The Heartburns/Barse (2006, Hell's Tone Records)
- The Heartburns/Drowning Nation (2006, Ratbit Records)